# BT21

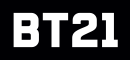
BT21 Logo

BT21（韓語：우주스타、中文：宇宙明星），是由韓國KPOP的BTS防彈少年團和韓國LINE FRIENDS成立合作，搖身變成流行全世界的KPOP的宇宙明星，BT21BT21是代表BTS和21世紀的組合。

## 故事
BT21 是一個流行全球的KPOP的角色系列，擁有全世界眾多的粉絲支持。
來自BT星球的王子TATA，夢想著有一天能將愛傳播到全宇宙，為了實踐夢想, 因此TATA與守護者宇宙機器人VAN踏上旅程來到了地球。到地球後，TATA發現散播愛最好、最棒的方法就是成為宇宙明星！於是TATA跟VAN開始尋找擁有共同目標的朋友！ 最後他們認識了 KOYA, RJ, SHOOKY, MANG, CHIMMY 和 COOKY，夢想成為宇宙明星的BT21就此誕生！各自擁有不同魅力，在一起時更閃閃發光的BT21！ 迎著夢想奔跑的BT21他們之間發生的愉快而又感動的故事會一直繼續。

## 角色

### Koya
真人是RM金南俊，KOYA既聰明又多才多藝。是個想法很多的小睡蟲。

### RJ
真人是Jin金碩珍， RJ喜歡做菜也喜歡享受美食。用蓬鬆的毛髮和一顆溫暖的心撫慰每個人。

### Shooky
真人是SUGA閔玧其，SHOOKY雖小，但身體裡充滿了調皮基因！最喜歡跟朋友們開玩笑。

### Mang
真人是j-hope鄭號錫，MANG在跳舞時最帥氣。總是戴著馬面具，直到2023年才揭露真面目。

### Chimmy
真人是Jimin朴智旻，CHIMMY最喜歡穿黃色帽T。天生就有努力到底的一股熱情。

### TATA
真人是V金泰亨，TATA是來自BT行星的王子。柔軟的身體可以拉長，會使用超能力。

### COOKY
真人是Jung Kook田柾國，COOKY可愛外表下卻擁有著驚人的耐心與耐力，是那種最可靠朋友。

### Van
VAN，代表ARMY，來自BT行星，集合世界上所有知識於一身自始至終，守護著BT21。

## 外部連結
- BT21官方網站 （页面存档备份，存于）
- BT21 twitter （页面存档备份，存于）
- BT21 Instagram （页面存档备份，存于）
- BT21 Youtube